# Sonzogno (maison d'édition musicale)
 (juin 2024).
Si vous disposez d'ouvrages ou d'articles de référence ou si vous connaissez des sites web de qualité traitant du thème abordé ici, merci de compléter l'article en donnant les références utiles à sa vérifiabilité et en les liant à la section « Notes et références ».
Sonzogno est une maison d'édition musicale italienne fondée en 1874 par Edoardo Sonzogno (en) à Milan.

## Historique
L'entreprise est née comme le secteur de la musique de la maison d'édition du même nom fondée en 1804 par Giovanni Battista Sonzogno, grand-père d'Edoardo. Elle a été la protagoniste de la vie musicale italienne dans les deux dernières décennies du XIXe siècle, à la fois comme un éditeur de certains des plus célèbres compositeurs d'opéra de l'époque, et d'autre part grâce à deux magazines de musique « Il Teatro illustrato» et « La Musica popolare».
Dans un premier temps, Sonzogno se signale surtout comme l'éditeur italien de jeunes compositeurs français tels que Georges Bizet, et Jules Massenet, en publiant leurs partitions en traduction italienne.
À partir de 1883, Sonzogno organise une série de concours ouverts aux jeunes compositeurs italiens qui auront écrit des opéras d'un seul acte. Parmi les participants, on trouve Giacomo Puccini avec Le Villi (1883) - qui, en fait n'a pas gagné de sorte que l'opéra a été repris par Giulio Ricordi, le concurrent de Sonzogno. Autre participant célèbre, Pietro Mascagni, qui a remporté le concours en 1889 avec Cavalleria rusticana.
Le succès de cet opéra a ouvert la période du mélodrame vériste, dont Sonzogno a été le plus actif promoteur. Dans la lignée de Cavalleria rusticana, il a subventionné, édité et produit (y compris à l'étranger) de nombreux ouvrages de jeunes compositeurs destinés à un succès considérable, tels que Ruggero Leoncavallo, Umberto Giordano et Francesco Cilea.
En 1894, Edoardo Sonzogno a restauré à Milan l'ancien théâtre de la Cannobiana, changeant son nom en Théâtre lyrique de sorte que ses saisons d'opéra pourraient être une alternative à ceux du Théâtre de la Scala, le fief de Ricordi.
En 1909, Edoardo a laissé la direction à ses petits-enfants Renzo et Riccardo Sonzogno. C'est à ce moment que Sonzogno a publié La rondine (1916), la seule partition d'opéra de Puccini à son catalogue.
Renzo Sonzogno a également fondé la Musical Film, une société de production de films, pionnière dans le domaine du cinéma d'opéra.
À sa mort, la maison a connu de graves difficultés financières et a été reprise par l'industriel Piero Ostali.
En 1943, le siège de la maison Sonzogno a été complètement détruit par les bombardements.
En 1945, Enzo Ostali a rejoint son père dans la gestion éditoriale. À partir de 1961, dans le rôle de directeur général, il a commencé à ouvrir un nouvel espace consacré aux musiciens contemporains tels que Bruno Bettinelli, Roberto Hazon, Luciano Chailly, Jan Meyerowitz, Franco Mannino, Azio Corghi, Gino Negri, Armando Gentilucci (it).
En 1984, Nandi Ostali a succédé à son mari Enzo au sommet de la société, après l'avoir rejoint en 1971.
Depuis 1989, Piero Ostali a publié des œuvres de la génération contemporaine jouées en Italie et à l'étranger, y compris Marco Betta, Carlo Boccadoro (it), Alessandro Cusatelli (it), Fabrizio De Rossi Re (en), Carlo Galante, Carlo Pedini (en), Giovanni Sollima Cesare Picco (it).